# Sebastes serriceps
Sebastes serriceps är en fiskart som först beskrevs av Jordan och Gilbert, 1880.  Sebastes serriceps ingår i släktet Sebastes och familjen kungsfiskar. Inga underarter finns listade i Catalogue of Life.